# 임경숙
임경숙(任景淑), 1958년 4월 25일 ~ )은 대한민국 수원대학교 교수이다.

## 학력
- 서울대학교 생활과학대학 식품영양학과 졸업 (학사)
- 서울대학교 대학원 식품영양학과(가정학석사, 전공: 영양학)
- 서울대학교 대학원 식품영양학과(이학 박사, 전공 : 영양학)

## 교수 경력
- 1992.3 - 2004.3 수원대학교 조교수, 부교수
- 2004.4- 현재 수원대학교 식품영양학과 교수
- 보건소장, 식품영양학과 학과장
- 2011-2013 취업정보처장